# Mensajes de buena voluntad del Apolo 11

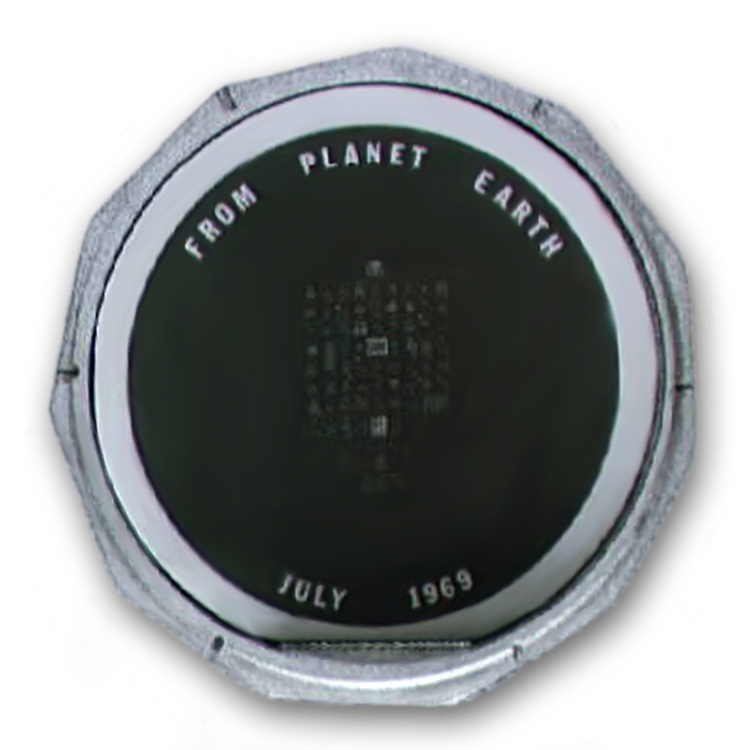
El disco de silicio con mensajes de buena voluntad dejado en la luna por los astronautas del Apolo 11

Los Mensajes de buena voluntad del Apolo 11 son mensajes de líderes de 73 países del mundo en un disco del tamaño de una moneda de 50 centavos de dólar hecho de silicio que fue dejado en la luna por los astronautas de la misión Apolo 11.
El disco también llevaba los nombres de los líderes del congreso de Estados Unidos, los 4 comités parlamentarios responsables de la legislación relacionada con la NASA, y los altos directivos de la NASA (pasados y presentes).
En la parte superior del disco está la inscripción "Goodwill messages from around the world brought to the Moon by the astronauts of Apollo 11" (Mensajes de buena voluntad de todo el mundo traídos a la luna por los astronautas del Apolo 11). En el borde están las inscripciones "From Planet Earth - July 1969" (Desde el planeta Tierra - julio de 1969).
El disco fue fabricado por la Sprague Electric Company. Los mensajes (que fueron recibidos por correspondencia) fueron fotografiados y reducidos 200 veces mediante proceso de microfilme. El disco reposa dentro de un estuche de aluminio en la luna, en el Mar de la Tranquilidad.

## Países representados en los mensajes
| - Afganistán - Alto Volta - Argentina - Australia - Bélgica - Brasil - Canadá - Chad - Chile - Chipre - Colombia - Costa de Marfil - Congo-Kinshasa - Corea del Sur - Costa Rica - Dahomey - Dinamarca - Ecuador - Estados Unidos - Estonia - Etiopía - Filipinas - Ghana - Grecia - Guyana | - Holanda - India - Irán - Irlanda - Islandia - Israel - Italia - Jamaica - Japón - Kenia - Laos - Lesoto - Letonia - Líbano - Liberia - Madagascar - Malasia - Maldivas - Mali - Malta - Marruecos - Mauricio - México - Nicaragua - Noruega | - Nueva Zelanda - Pakistán - Panamá - Perú - Polonia - Portugal - Reino Unido - República Dominicana - Rumania - Senegal - Sierra Leona - Sudáfrica - Suazilandia - Tailandia - Taiwán - Togo - Trinidad y Tobago - Túnez - Turquía - Uruguay - Ciudad del Vaticano - Vietnam del Sur - Yugoslavia - Zambia |

1. 1 2  En aquel tiempo, el gobierno de Estados Unidos no reconocía la anexión de las repúblicas del Báltico a la Unión Soviética.
2. ↑  En aquel tiempo, los Estados Unidos mantenían relaciones con Taiwán como "China" en cambio de la República Popular China